# Soarele și Luna
Soarele și Luna è un singolo del cantante moldavo Pasha Parfeni, pubblicato il 19 gennaio 2023.

## Promozione
Il 17 gennaio 2023 Pasha Parfeni è stato confermato fra i 33 partecipanti alle audizioni per Etapa Națională 2023, festival utilizzato per selezionare il rappresentante moldavo all'annuale Eurovision Song Contest, con Soarele și Luna come brano per la competizione. La canzone è stata pubblicata due giorni dopo come singolo digitale. Dopo aver superato la prima fase delle selezioni, il 4 marzo 2023 Pasha Parfeni si è esibito alla finale di Etapa Națională, dove il voto combinato di giuria e televoto l'ha scelto come vincitore fra le 10 proposte e rappresentante nazionale all'Eurovision Song Contest 2023 a Liverpool. Nel maggio successivo, dopo essersi qualificato dalla prima semifinale, Pasha Parfeni si è esibito nella finale eurovisiva, dove si è piazzato al 18º posto su 26 partecipanti con 96 punti totalizzati.

## Tracce
Testi e musiche di Pavel Parfeni, Andrei Vulpe e Iuliana Perfeni.
1. Soarele și Luna – 2:58

## Classifiche
| Classifica (2023) | Posizione massima |
| ----------------- | ----------------- |
| Finlandia         | 40                |
| Lituania          | 16                |